# Писаревка (Кегичёвский район)
Писаревка (укр. Писарівка) — село, Павловский сельский совет, Кегичёвский район, Харьковская область, Украина.
Код КОАТУУ — 6323183704. Население по переписи 2001 года составляет 4 (1/3 м/ж) человека.

## Географическое положение
Село Писаревка находится на левом берегу реки Богатая, выше по течению на расстоянии в 2 км расположено село Павловка, ниже по течению на расстоянии в 3 км расположено село Кохановка.
Через село проходит автомобильная дорога Т-2110.

## История
- 1866 — дата основания.

## Экономика
- Овце-товарная ферма.